# Pachanali
Pachanali (en népalais : पचनाली) est un comité de développement villageois du Népal situé dans le district de Doti. Au recensement de 2011, il comptait 3 001 habitants.